# パドヴァ大学
パドヴァ大学（パドヴァだいがく、Università degli Studi di Padova、略称UNIPD）は、イタリアのパドヴァにある総合大学。1222年に創立された世界屈指の歴史を誇る中世大学であり、イタリアでは2番目に古い（最古参はボローニャ大学）。コペルニクス、ガリレオ・ガリレイ、トスカネッリ、ダンテ、ペトラルカ、ヴェサリウス等の歴史的な才人達が活躍した。

## 歴史
1222年に、ボローニャ大学の教授と学生がより自由な学園 ('Libertas scholastica') を求めてパドヴァに移った時が設立年とされる。初めは、法学と神学からスタートした。教科数はその後増えて、1399年までには、民法と大典を教えるUniversitas Iuristarum と、天文学、弁証法、哲学、文法、医学、修辞学を教えるUniversitas Artistarum の二学部制となった。1373年には、ウルバヌス5世によって神学を教えるUniversitas Theologorum も設立された。ルネサンス期には、ガリレオが研究の拠点として18年間籍を置き、さらにはヴェサリウス、ウイリアム・ハーベー、ジョバンニ・モルガーニに代表される世界的医学革命の中心地となった。

## 大学の構成
教育組織は、専門的研究及び教育を行うFacultyと、総合領域研究及び教育を行うDepartmentからなる。また、大学本部に相当するセンター、図書館、そして教育プログラムに相当するコース制からなる。コース制は、学位取得を目的とする、1st、2nd、3rdサイクルからなる。さらに、社会人教育に相当するOut of Mainstream educationからなる。

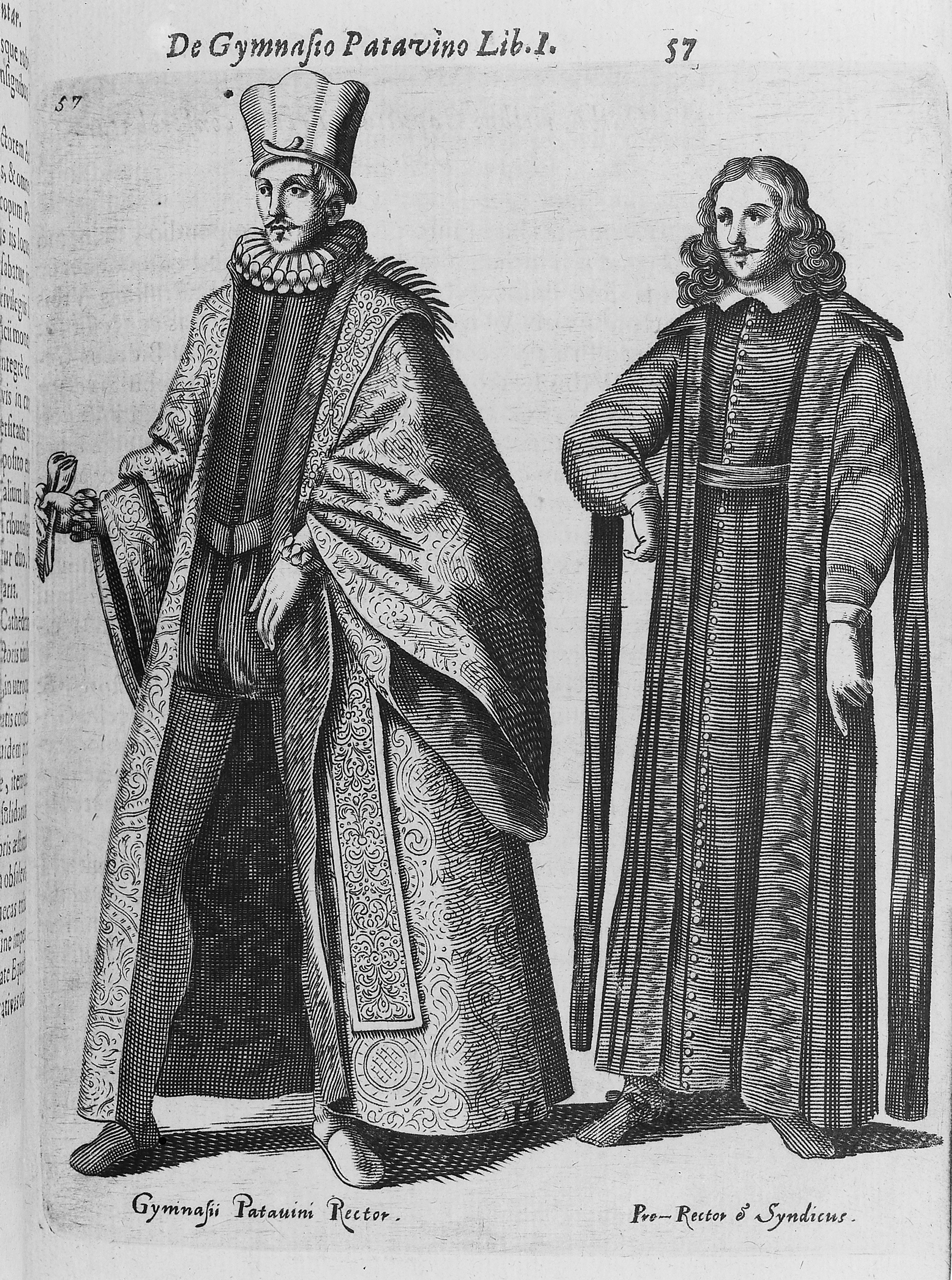
17世紀頃の学長と副学長の正装

## 評価
2024年CWTSライデン大学ランキングでは、世界第100位だった。2024年USニューズ&ワールド・レポートランキングでは世界第130位だった。2026年QS世界大学ランキングでは世界第233位だった。歴史ある名門大学として、世界ランキングの潮流には乗らず、基本的にはイタリア語による授業を行っている。

## 著名な関係者
- ニコラウス・コペルニクス：地動説によってルネサンス期開始
- ガリレオ・ガリレイ：近代科学の父
- アンドレアス・ヴェサリウス：「ファブリカ」によって約1500年に及んだガレノスの医学的通説を崩す
- ダンテ・アリギエーリ：ルネサンス文化の先駆者
- ペトラルカ：人文学者
- ジェローラモ・ファブリツィオ：解剖学者
- ウイリアム・ハーベー：血液循環説でガレノスの通説にとどめを刺す
- ニコラウス・クザーヌス：哲学者、神学者
- ガブリエレ・ファロッピオ：解剖学者
- ピコ・デラ・ミランドラ：哲学者、人文学者
- パオロ・ダル・ポッツォ・トスカネッリ：地球球体説で有名
- アルベルトゥス・マグヌス：神学者
- エレナ・コルナロ・ピスコピア：史上初めて博士号を取得した女性
- ピエトロ・ベンボ：詩人、人文学者
- レジナルド・ポール：枢機卿
- フランシス・ウォルシンガム：エリザベス1世の重臣
- ヤン・ザモイスキ：マグナート
- フェデリコ・ファジン：マイクロプロセッサ開発の中心人物
- ヤン・ザモイスキ：政治家
- ラインホルト・メスナー：登山家
- ジュゼッペ・シノーポリ：指揮者、作曲家
- ウーゴ・フォスコロ：詩人、小説家